# Márcio Correa
Márcio Aurélio Corrêa (Anápolis, 31 de maio de 1980) é um empresário, dentista e político brasileiro filiado ao Partido Liberal (PL), sendo o atual prefeito de Anápolis.
Foi eleito suplente de deputado federal por Goiás em 2022, exercendo a função entre agosto e dezembro de 2023, na vaga de Célio Silveira, atualmente é prefeito de Anápolis, na mesma unidade federativa.

Ele foi candidato à prefeito na cidade de Anápolis, em 2024,pelo Partido Liberal, apoiado pelo ex-presidente Jair Bolsonaro, vencendo as Eleições Municipais no segundo turno contra o candidato e deputado estadual por Goiás, além de ex-prefeito de Anápolis, Antônio Gomide.